# Lampropsephus
Lampropsephus is een geslacht van kevers uit de familie  
kniptorren (Elateridae).
Het geslacht is voor het eerst wetenschappelijk beschreven in 1929 door Fleutiaux.

## Soorten
Het geslacht omvat de volgende soorten:
- Lampropsephus cyaneus Candèze, 1878